# Молитовний прапор

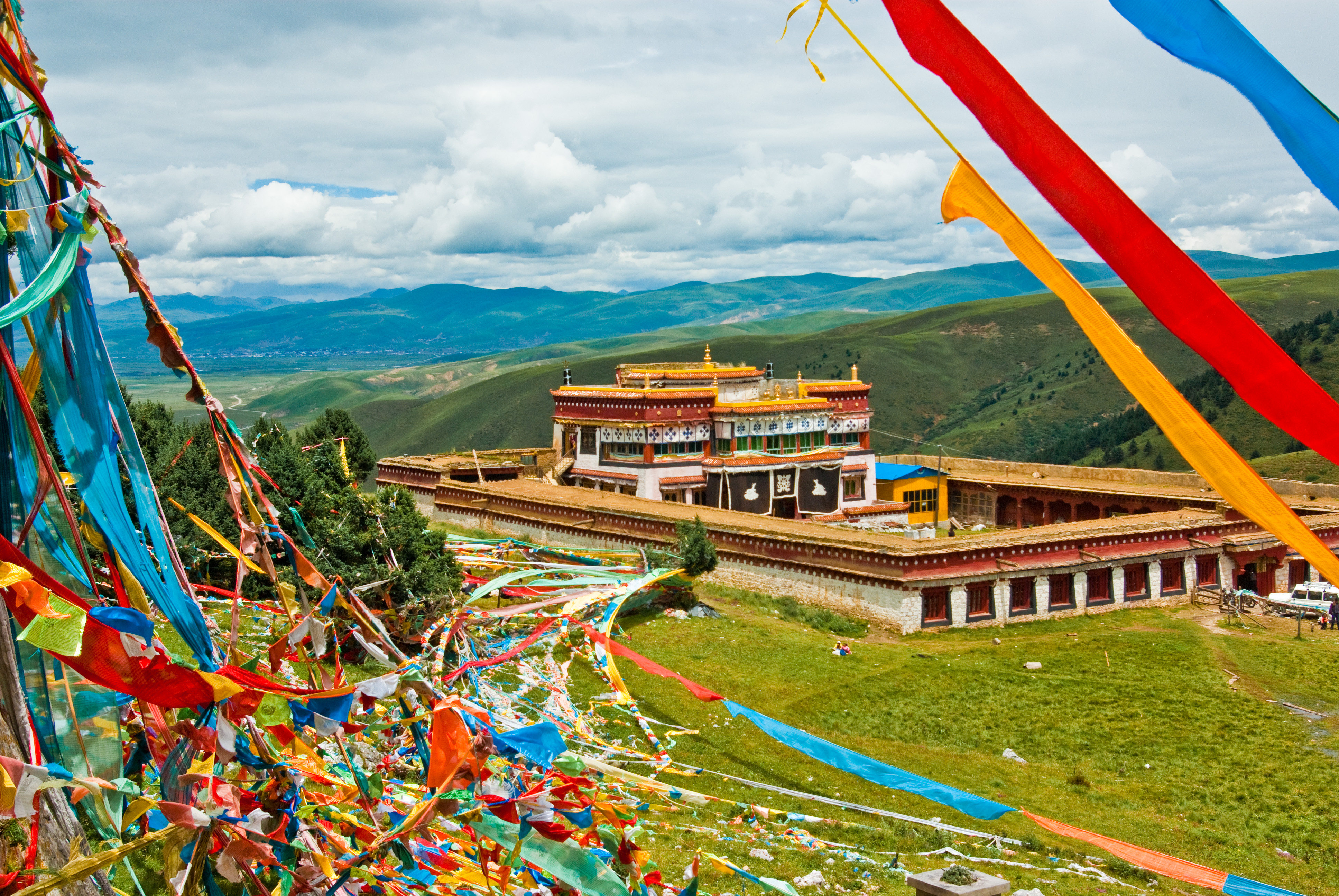
Буддійський монастир в Літанзі, оточений молитовними прапорцями

Молитовні прапори (Dar Cho) — мотузки з прямокутними кольоровими шматками тканини, найчастіше простягнуті між гірськими піками, іноді — з надрукованими (з дерев'яних дощок) текстами і зображеннями, призначені для захисту від зла і благословення місцевості.
Традиція походить з ритуалів зцілення релігії бон. Кожен колір прапора символізує одну зі стихій — землю (жовтий), воду (зелений), вогонь (червоний), повітря/вітер (білий) і небо/космос (синій). Згідно східній медицині, здоров'я можливо при гармонійному поєднанні п'яти стихій, і розташування кольорових прапорців над тілом хворого дозволяє налагодити гармонію фізичного і душевного здоров'я.
Легенда приписує винахід цієї традиції Будді, який написав свої молитви на прапорах, під якими билися деви проти асурів.
Існує два типи молитовних прапорів: горизонтальні lung ta («кінь вітру») в Тибеті, і вертикальні Darchor (dar, «принесення життя, удачі, здоров'я та багатства» + cho, «усім глибокодумним»).